# 661
| 661                |
| ------------------ |
| Dødsfald - Fødsler |
|                    |

| Gregoriansk kalender | 661 DCLXI               |
| Ab urbe condita      | 1414                    |
| Armensk kalender     | 110 ԹՎ ՃԺ               |
| Kinesiske kalender   | 3357 – 3358 庚申 – 辛酉 |
| Etiopisk kalender    | 653 – 654               |
| Jødisk kalender      | 4421 – 4422             |
| Hindukalendere       |                         |
| - Vikram Samvat      | 716 – 717               |
| - Shaka Samvat       | 583 – 584               |
| - Kali Yuga          | 3762 – 3763             |
| Iransk kalender      | 39 – 40                 |
| Islamisk kalender    | 40 – 41                 |

Se også 661 (tal)

## Begivenheder
- Rashidun-kalifatet slutter, og Umayyade-kalifatet etableres.